# The Purge: Anarchy
The Purge: Anarchy is een Amerikaanse thriller-horrorfilm uit 2014, geregisseerd en geschreven door James DeMonaco. De film is het vervolg op de film The Purge uit 2013, waarbij misdaad een keer per jaar, 12 uur is toegestaan.

## Verhaal
Het verhaal speelt zich één jaar na de vorige film af. Korte tijd voor de jaarlijkse "Purge" (zuivering) op 21 maart 2023 in Los Angeles rijdt het echtpaar Shane (Zach Gilford) en Liz (Kiele Sanchez) met spoed naar huis om op tijd thuis te zijn voordat de Zuivering begint, na te zijn gestalkt door gemaskerde mannen. Als hun auto het begeeft, ontdekken ze dat de brandstoflijn is afgesneden. Hierdoor worden ze gedwongen om de reis te voet vervolgen.
Daarna volgt de film de moeder en dochter Eva (Carmen Ejogo) en Cali (Zoë Soul), die thuis zijn gaan schuilen voordat de zuivering begint. Zij komen erachter dat hun vader (John Beasley) weg is gegaan van huis om zichzelf als zuiveringsoffer voor $100.000 aan te bieden aan rijke mensen. Een moment later komt de buurman van Eva het huis binnen met een vuurwapen om de twee te verkrachten en vermoorden. Op dat moment komen er andere gewapende mannen het huis binnenstormen, die eerst de man neerschieten, en daarna Eva en Cali meenemen naar buiten om ze in hun truck af te voeren. Leo Barnes (Frank Grillo), die op weg is in zijn auto om de moordenaar van zijn zoon te vermoorden, ziet dit en stapt uit om de ontvoerders van Eva en Cali neer te schieten. Op dat moment vinden Shane en Liz Leo's auto waarvan hij de deur niet op slot heeft gedaan en schuilen in de auto. Leo, die heeft besloten een team te vormen met Eva en Cali, loopt terug naar zijn auto en treft daar Shane en Liz aan. Met zijn vijven brengen ze de nacht door als bondgenoten.
Als ze wegrijden worden ze hevig beschoten door een man waarvan Leo dacht die zojuist te hebben vermoord. Ze weten te ontsnappen, maar de auto is onbruikbaar geworden. Vanaf dat moment moeten ze lopend de nacht doorbrengen. Leo en Eva maken een afspraak, Eva belooft aan Leo de auto van haar vriendin Tanya (Justina Machado), als Leo de vier beschermt, aangezien Leo de enige bewapende van de vijf is.
Enige tijd later bevinden ze zich op een metrospoor onder de grond, waarna ze worden beschoten door mensen die meedoen aan de Purge. Ze rennen zo hard als ze kunnen naar een uitweg, maar als Shane en Liz merken dat ze het niet halen, stoppen ze en schieten ze terug. Ze weten de schutters achter zich te houden, maar Shane raakt gewond aan zijn schouder.
Even later komen ze aan bij Eva's vriendin, waar ook de rest van diens familie aanwezig blijkt te zijn. De sfeer begint meer ontspannen te worden, totdat Lorraine (Roberta Valderrama) haar zus Tanya neerschiet, omdat zij vreemd is gegaan met diens man. De vijf ontsnappen uit het huis en vluchten naar buiten, waarna ze worden ontvoerd door de gemaskerde mannen die Shane en Liz in het begin ook tegenkwamen. Ze worden in een bus gegooid en de gemaskerde mannen vertellen dat zij niet meedoen aan de Purge. Ze beginnen weer hoop te krijgen maar op dat moment worden ze het busje uitgegooid en worden ze afgevoerd door rijke mensen uit een theater waar ze geveild worden voor human hunting. De gemaskerde mannen krijgen hiervoor veel geld en rijden weg.
Later worden ze naar een arena gebracht waar ze Purgers moeten zien te overleven. Leo vermoordt een aantal Purgers, waarna de host van het evenement zorgt voor back-up. Nog meer Purgers komen de arena binnen en Shane wordt doodgeschoten. Niet veel later komt er een anti-Purge team de arena binnenstormen en vermoordt nog meer mensen van de Purgers groep. Liz kiest ervoor om zich bij de Anti-Purgers aan te sluiten terwijl de andere drie vluchten. In de parkeergarage zien ze de host van het evenement proberen weg te rijden, maar ze bedreigen haar en stelen haar auto.
De drie zijn op weg naar de moordenaar van Leo's zoon (Warren Grass (Brandon Keener)) als Leo vertelt dat zijn zoon is verongelukt door iemand die onder invloed reed. Liz probeert hem over te halen de man niet te vermoorden, maar alsnog gaat Leo het huis binnen, vijf minuten voor de zuivering is afgelopen. Als hij later het huis uitkomt, wordt hij beschoten door Big Daddy Jack Conley. Als Big Daddy hem even later door zijn hoofd probeert te schieten, wordt hij doodgeschoten door Warren (Leo heeft hem dus gespaard).
Eva, Liz en Warren brengen Leo naar het ziekenhuis terwijl er overal sirenes loeien wat betekent dat de jaarlijkse zuivering is afgelopen.

## Rolverdeling
| Acteur              | Personage           |
| ------------------- | ------------------- |
| Frank Grillo        | Sergeant Leo Barnes |
| Carmen Ejogo        | Eva Sanchez         |
| Zach Gilford        | Shane               |
| Kiele Sanchez       | Liz                 |
| Zoë Soul            | Cali                |
| Justina Machado     | Tanya               |
| John Beasley        | Papa Rico           |
| Jack Conley         | Big Daddy           |
| Noel Gugliemi       | Diego               |
| Castulo Guerra      | Barney              |
| Michael K. Williams | Carmelo             |
| Edwin Hodge         | Dante Bishop        |